# Чошу петорка
Чошу петорка (јап. 長州五傑 „Chōshū Goketsu“) били су припадници округа Чошу који су студирали у Енглеској 1863. године на Универзитету у Лондону под професором Александром Вилијамом Вилијамсом. У периоду када су отишли била је још на снази забрана о путовањима, сакоку, која је скинута тек 1866. године.

## Путовање за Британију
Када је округ Чошу у тајности послао људе за Кину (да извиде тренутну светску политику), увидели су је однос између Запада и Истока непоштен и да су многе земље Азије постале или ће ускоро постати колоније. Имајући у виду технологију и знање које су Западне земље имале, знали су да би у међусобном сукобу Јапан изгубио. Да би то спречили покренут је процес свргавања шогуната, укидање феудалне структуре и осавремењивање војске а да би то успешно испунили морали су послати људе које би приступиле западном начину учења и који би донели знање и технологију неопходну да се Јапан што брже развије у модерну државу. Зато је Чошу за те потребе одабрао пет младих људи који ће отићи да се школују у Лондону, а нешто касније ће то урадити и округ Сацума који ће послати 14 својих чланова на дошколовавање 1865. године.
Менаџер компаније „Jardine Matheson“, увео је младеж округа Чошу, прерушене као енглеске морнаре на брод капетана Џ. С. Гловера по цени путовања од 1000 рјоа по особи. Брод је био намењен за пут до Шангаја где је требало да буду прошверцовани на објекту који би преносио опијум пре него што се, подељени у две групе, отисну за далеки пут до Лондона.
Упркос забрани, пут је прошао у најбољем реду и када су коначно дошло до свог одредишта, били су представљени професору Александру Вилијамсу који их је упутио на даље студирање.
Иноуе Кароу и Ито Хиробуми, део ове петорке који ће касније постати двоје важних државника Јапана, радили су на палуби парног брода од 1500 тона „Пегазус“ на свом путовању до Европе. Они су се такође и први вратили у Јапан када су чули да је Чошу хан био у опасности услед напада западне морнарице због жеље да се затвори Шимоносеки мореуз за трговину.

## Идентитет Чошу петорке
- Ито Шунсуке (касније Ито Хиробуми; касније премијер Јапана)
- Иноуе Монта (касније Иноуе Каору; касније министар спољних послова)
- Јамао Јозо касније студирао за инжењера у Андерсонијановом институту у Глазгову 1866-68 радећи свакедневно на бродоградилишту на реци Клајд.
- Ендо Кинсуке
- Номура Јакичи (касније Иноуе Масару)

## Чошу петорка у модерно доба
Јапанска филмска индустрија је у част ове петорке направила филм 2006. године о њиховом путовању и животу у Лондону.
Године 2013. прослављена је годишњица од 150 након што је Чошу петорка започела своје студије на Универзитету (UCL). Организовано је више пригодиних програма у Јапану и Британији, славећи тај период. У јулу организована је прослава у Јапанској амбасади у Лондону и њеном Универзитету.